# Calendario del pecorajo
Calendario del pecorajo è un'opera dello scrittore fiorentino Marco Lastri, pubblicata nel 1793. Il titolo completo è "Calendario del pecorajo nel quale restano descritte le faccende mensuali del pecorajo scritto dal proposto Lastri: trattato necessario a chiunque nelle loro campagne vuol trar profitto da questo ricco ramo d'industria nel quale tutto è trattato diffusamente specialmente in ciò che riguarda le Lane".

## L'opera
Calendario del pecorajo fa parte della raccolta di dodici Calendari di Marco Lastri (Firenze, 6 marzo 1731-Sant’Ilario a Settimo, 24 dicembre 1811) relativi ad un corso completo d'agricoltura.
L’opera si suddivide in undici parti, una per ciascun mese (i mesi di gennaio e febbraio sono uniti): in ogni parte l’autore racconta attraverso uno stile semplice, usando termini tecnici specifici dell’ambito agricolo e pastorale, oltre al linguaggio toscano, il lavoro dei pastori tramite le attività tipiche di ogni mese, in particolare riferendosi alla regione Toscana.
L’autore desidera mettere a disposizione consigli pratici per coloro che vogliano trarre beneficio dalle campagne e dall’allevamento, sfruttando questo importante ramo d’industria, specialmente tramite la produzione della lana ricavata dalle pecore.
La trattazione inizia immediatamente con la descrizione delle attività svolte di norma dai pastori nel mese di gennaio, senza alcuna introduzione generale e si conclude allo stesso modo.
Nei mesi di gennaio e febbraio la natura è quasi assopita, le pecore si tengono nelle stalle dando loro con mangime secco, senza farle pascolare all’aperto a causa delle temperature spesso rigide. Le pecore si avvicinano alla gravidanza quindi hanno bisogno di maggiore nutrizione. Molti contadini toscani non provvedono in tempo alla raccolta del fieno e della paglia, quindi tengono meno bestie: talvolta per non togliere cibo alle bestie da lavoro le fanno morire di stento. Se la fine di febbraio è bella si può condurre il gregge all’aperto, ma le notti sono ancora molto lunghe e fredde.
Marzo è il momento della nascita degli agnelli, la terra inizia ad offrire erba verdeggiante, utile a far nutrire le pecore affinché si fortifichino. Esse portano il feto 5 mesi interi e al momento del parto il pastore deve separare l’agnello dalle altre tenendolo nella stalla fino al momento della vendita, altrimenti mangerà con difficoltà e crescerà poco: bisogna quindi costruire all’interno della stessa stalla un recinto. All’equinozio di primavera non si governano le pecore più di due volte al giorno perché si presume che il tempo sia buono e le notti meno lunghe, in modo tale da poterle tenere più spesso all’aperto a pascolare.
Ad aprile gli agnelli che si vogliono usare per far crescere il branco, all’età di due mesi vengono condotti in campagna per farli unire al gregge. Finché gli agnelli poppano ci si limita a dargli da bere, e si attaccano alle stalle dei covoni di paglia per nutrire meglio gli adulti affinché abbiano il latte per i cuccioli. Agli agnelli da vendere è meglio dare solo latte per averli più grassi e quindi di miglior sapore. Al ritorno degli agnelli, alla sera, si separano e si mettono in una stalla a parte dove sarà dato loro il mangime migliore ovvero il trifoglio. Quando l’aria aperta comincia a fortificare il temperamento delle bestie si permette loro di bere acqua, esclusivamente della campagna, altrimenti l’uso eccessivo le fa gonfiare dato che già il latte ne contiene. I primi caldi del periodo possono essere causa di alcune pericolose malattie per loro, ciò però è raro in toscana perché i caldi non sono continuati.
Nel mese di maggio la campagna da loro maggior nutrimento quindi si toglie il fieno dalle stalle. In questo mese si fa la castrazione degli agnelli, prima del grande caldo: l’operazione è molto delicata e richiede tutta l’attenzione del pastore. In toscana l’operazione si fa per “legatura” differentemente da altre parti dove usano “l’incisione”. Da un taglio mal fatto risultano molti inconvenienti: il montone profitta poco, la sua carne è poco tenera e più soggetta a malattie. La stagione più o meno calda determina il tempo della tosatura delle pecore, che prima si fanno ben lavare al fiume per avere lana più netta.
La bella stagione inizia a giugno, in questo mese si conduce il gregge sulla pastura ma a mezzogiorno a causa del caldo lo si riconduce alla stalla, per poi farlo uscire di nuovo nelle ore fresche. Se s’indugia troppo a liberare le pecore dal soverchio caldo si dura fatica a ricondurle a casa, poiché esse non volendo più muoversi nascondono la testa una sotto la pancia dell’altra. Alcuni guardiani per non durare questa fatica le lasciano al caldo al meriggio, senza farle mangiare. Le notti diventano belle quindi si fa dormire il gregge all’aperto, in piccole porzioni di terreno recintato. Questa pratica viene usata solo in Toscana, non è molto estesa nel resto, anche se sarebbe molto utile sia per la concimazione dei terreni sia per la salute delle bestie, oltre ad essere facile da praticare. I guardiani durante la notte sorveglieranno a turni le pecore; bisogna poi lavorare il terreno con la zappa dopo che la notte ci sono state le pecore: in questo modo il terreno ne beneficerà molto. In alcuni luoghi, in particolare nel Chianti si dimentica di svuotare le stalle delle pecore dai conci fino a che non servono nel campo, le pecore così spesso si infettano e muoiono; solo liberandole nel campo potrà essere loro risparmiato questo destino. In questo mese inizia la lavatura delle lane, prima lo si fa, migliore sarà il risultato finale.
Per tutto il mese di luglio continua la lavatura delle lane. In questo mese bisogna soggiornar bene il cascio, bisogna tenerlo in stanze fresche sopra tavole ma non disteso, bisogna rivoltarlo ogni giorno, stropicciarlo e lisciarlo col palmo della mano bagnato con un po’ di latte. Ciò sarà molto importante per fargli prendere un bell’aspetto prima della vendita. Le pecore potrebbero avere zecche alle orecchie o alla gola, il pastore diligente dovrà quindi farne ricerca almeno due volte al giorno, sapendo che questi insetti possono uccidere le pecore, oltre a compromettere la lana.
Ad agosto vedendo qualche pioggia le erbe crescono molto, così prima che secchino sarà utile legarle con la frullana e falciarle per raccogliere un ottimo strame, che stagionato e seccato a dovere si usa per nutrire le bestie d’inverno. Questo è il periodo in cui le pecore danno meno latte e si fa il cascio a combutta di più poderi insieme, pesando il latte di ciascuno e consegnando il latte a quello che lo manipola meglio, essendovi molta differenza tra una mano e l’altra.
A settembre invece, la disponibilità di fave è ottima per far ingrassare le pecore. Ciò che rimane nelle rastrelliere è raccolto diligentemente: esse sono strumenti utili alla sanità delle bestie e all’economia del padrone. Sono così fatte: a tutte le muraglie della stalla è fissata una panchetta, alta da terra poco meno che all’altezza del ginocchio dell’uomo, larga circa un quarto di braccio e della grandezza del dito indice della mano, distanti ugualmente l’un l’altra e quanto basta per farvi entrare la testa di una pecora. Ciò fa sì che esse non appuzzino coi piedi e con l’urina il proprio cibo e se ne risparmia una grande quantità. Usa dar loro foglie secche in inverno che bisogna raccogliere in questo mese prima che mutino il colore. Quando incominciano a sementare le terre si riprendono i pascoli. Nei paesi oltramontani in questo periodo si fanno accoppiare i montoni con le pecore per prepararsi alla nascita degli agnelli: l’obiettivo è che gli agnelli nascano passato il periodo più freddo e in cui nasce l’erba nuova. È importante la scelta dei montoni per migliorare la lana nella qualità e nel colore: esso deve essere bianco, grasso, alto, di due anni e di lana fina. È utile avere più di un montone e nel tempo di riposo nutrirli con avena, crusca per non farli dimagrire. I montoni vengono dati alle pecore uno alla volta altrimenti si batterebbero. Alcuni pastori toscani usano iniziare la tosatura della lana in questo mese, ma solo quella più cattiva che chiamano “settembrina”, l’autore si oppone a questa poiché secondo lui quest’usanza pregiudica la qualità della lana maggese.
A metà ottobre si separano i montoni dalle pecore impedendo loro l’accoppiamento. Nella notte si torna a chiudere le pecore nelle stalle a causa del freddo. Le pecore vengono suddivise in vari greggi: alcune per farle ingrassare, altre per essere vendute, altre per serbare.
Nel mese di novembre bisogna evitare che il soggiorno delle bestie nelle stalle diventi una prigionia: nelle belle ore del giorno vanno portate in campagna. In questo periodo il pastore deve aver cura delle pecore perché sono più soggette a malattie a causa della privazione dell’aria aperta, inoltre deve provvedere alla pulizia delle stalle, profumandole con ginepro, ramerino o pino.
Per concludere, a dicembre (e a gennaio) bisogna avere stalle non troppo ristrette e piuttosto ariose, altrimenti si corre il rischio di far passare le bestie da temperature troppo rigide al calore, facendogli prendere tosse, fuoco selvatico e malattie simili. Le bestie devono essere governate ogni 3 ore, due libbre a testa. Quando si liberano le bestie nelle ore migliori, devono essere tenute lontane dai paduli e altri luoghi umidi, preferibilmente in terre asciutte. Gli agnelli nati in questo mese devono passare due mesi nella stalla e non sono belli come quelli di marzo, danno meno guadagno e più spese. Ma la figliatura troppo tardiva restringe la mugnatura, e fa che si ricavi poco formaggio.

## Edizioni
"Calendario del pecorajo nel quale restano descritte le faccende mensuali del pecorajo scritto dal proposto Lastri : trattato necessario a chiunque nelle loro campagne vuol trar profitto da questo ricco ramo d'industria nel quale tutto è trattato diffusamente specialmente in ciò che riguarda le Lane".
In Venezia stamperia Graziosi a Sant’Apollinare 1793.
"Calendario del pecorajo nel quale restano descritte le faccende mensuali del pecorajo scritto dal proposto Lastri trattato necessario a chiunque nelle loro campagne vuol trar profitto da questo ricco ramo d'industria, nel quale tutto e trattato diffusamente, specialmente in ciò che riguarda le Lane".
In Venezia: nella stamperia Graziosi a S. Apollinare, 1793.
Fa parte di: "Calendari dodici del proposto Lastri ossia Corso completo d'agricoltura pratica con tavole incise diligentemente in rame descriventi le macchine, ed altri utensili che sono necessarj nelle operazioni.